# Pat Moore
Patrick Moore, surnommé Pat Moore, né le 15 mars 1962 à Niles (Illinois), est un patineur de vitesse américain.

## Biographie
Pat Moore commence le patinage de vitesse sur longue et courte piste en 1973 au sein du Northwest Speedskating Club à Niles.
En 1988, après sa participation aux épreuves de patinage de vitesse sur piste courte aux Jeux olympiques de 1988, il arrête sa carrière sportive, en partie en raison de douleurs à une cheville. Il se met ensuite au roller en ligne.
Après sa carrière sportive, il étudie la conception assistée par ordinateur au centre d'éducation olympique de Marquette et obtient un diplôme universitaire dans cette spécialité. 
Il épouse ensuite Peggy Karpfinger, avec qui il ouvre un restaurant nommé Centro Cafe à Milwaukee. 

## Palmarès

### Longue piste
- 1980 : Championnats du monde junior, Assen :  500 mètres

### Courte piste
- 1983 : Championnats des Etats-Unis :  Classement général (égalité avec Patrick Maxwell)
- 1983 : Championnats du monde, Tokyo :  500 mètres